# Pamela Isaacs
Pamela Isaacs (...) è un'attrice e cantante statunitense, nota soprattutto come interprete di musical.
Pamela Isaacs è nota soprattutto per la sua performance nel ruolo di Queen nel musical The Life a Broadway nel 1997, una performance che le ha valso una candidatura al Drama Desk Award, all'Outer Critics Circle Award e al Tony Award alla miglior attrice protagonista in un musical.
Ha recitato anche in altri musical, tra cui Dreamgirl (Elmsford, 1988), Oh, Kay! (Goodspeed, 1989), Lady Day at Emerson's Bar and Grill (Baltimora, 1993), Happy End (Baltimora, 1995), Thoroughly Modern Millie (Tour USA, 2003) ed Il mago di Oz (St. Louis, 2006).